# Heinrich Weeke
Heinrich Weeke (* 10. Mai 1905 in Osterfeld; † 22. Oktober 1985 in Mühldorf am Inn) war ein deutscher Politiker (FSU).

## Leben
Heinrich Weeke besuchte die Volksschule in Hamborn und die Mittelschule in Duisburg. Nach der mittleren Reife folgte eine Lehrzeit als technischer Zeichner und Schildermaler in Duisburg. Er betrieb ein Selbststudium der Volkswirtschaft und war nach der Meisterprüfung 1930 als selbständiger Firmenschilder- und Lichtreklamehersteller in Braunschweig tätig. Seit 1923 war er in der Freiwirtschaftsbewegung aktiv.
Weeke wurde Ratsherr der Stadt Braunschweig und gehörte dem Landesvorstand der Freisozialen Union (FSU) an. Von 1951 bis 1955 war er Mitglied der zweiten Wahlperiode des Niedersächsischen Landtages. Er wurde über die Landesliste der Niederdeutschen Union gewählt, eines für die Landtagswahl gebildeten Zusammenschlusses von CDU und DP, verließ die DP/CDU-Fraktion jedoch am 4. November 1952 und vertrat bis zum Ende der Legislaturperiode die FSU. 